# Vindisch Ferenc (vízilabdázó, 1956)
Vindisch Ferenc (Budapest, 1956. április 25. –) válogatott vízilabdázó. Testvére Vindisch Kálmán vízilabdázó. A sportsajtóban Vindisch II néven szerepelt.

## Pályafutása
1968 és 1974 között a KSI csapatában kezdett vízilabdázni. 1974 és 1980 között a Bp. Honvéd, 1982–83-ban a Bp. Volán, 1983 és 1986 között a Medicor OSC játékosa volt. 1978-ban egy alkalommal szerepelt a válogatottban.

## Sikerei, díjai
- Kupagyőztesek Európa-kupája (KEK)
  - 2.: 1980
- Magyar kupa (MNK)
  - győztes: 1979